# 마린스키궁 (키이우)

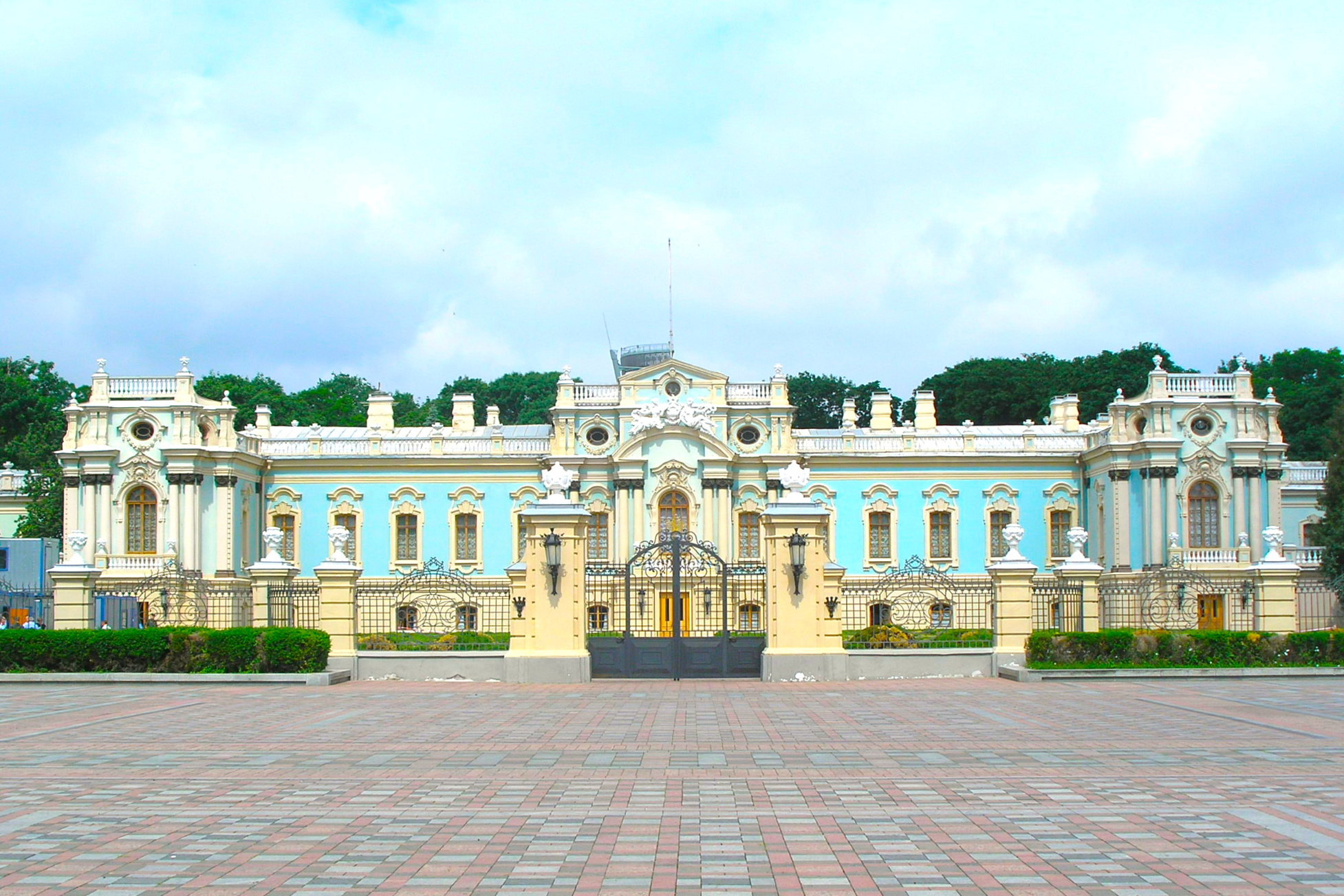
마린스키궁

마린스키궁(우크라이나어: Маріїнський палац)은 우크라이나의 수도인 키이우에 위치한 궁전이다. 우크라이나의 입법부인 최고 라다 의사당 옆에 위치하며 대통령의 관저, 영빈관으로 이용되고 있다. 현재 주인은 2019년 5월 20일에 대통령으로 취임한 인민의 종 소속의 볼로디미르 젤렌스키이다.
1744년부터 1752년까지 러시아 제국의 옐리자베타 페트로브나 황제에 의해 건설되었으며 이탈리아의 건축가인 프란체스코 바르톨로메오 라스트렐리(Francesco Bartolomeo Rastrelli)가 설계를 맡았다. 1870년 알렉산드르 2세 황제의 아내인 마리아 알렉산드로브나 황후를 기념하기 위해 지금과 같은 이름으로 바뀌었다.